# Нойбау
Нойбау (нім. Neubau) — сьомий район Відня.
В 18 столітті, в Нойбау розташовувалися міські фабрики шовку. В цей час район став густонаселеним. Тепер він перетворився в важливий торговий центр, з Маріагільфер (Mariahilfer Straße) — найбільшою торговою вулицею міста, що обмежує Нойбау на півдні, і Нойбаугассе (Neubaugasse), що проходить через район. В районі також розташовані Фолькстеатр, будівля Міністерства юстиції Австрії і Музейний квартал — центр сучасного мистецтваа.
У 2001 році Нойбау став першим районом в Австрії, де на виборах більшість (32,6 %) отримала партія зелених.
48°12′09″ пн. ш. 16°20′53″ сх. д. / 48.20250° пн. ш. 16.34806° сх. д.
| Австрія | Це незавершена стаття з географії Австрії. Ви можете допомогти проєкту, виправивши або дописавши її. |